# Begränsad klimatpåverkan
Begränsad klimatpåverkan är ett av de 16 nationella miljömålen som Sveriges riksdag har antagit.
Halten av växthusgaser i atmosfären ska i enlighet med FN:s ramkonvention för klimatförändringar stabiliseras på en nivå som innebär att människans påverkan på klimatsystemet inte blir farlig. Målet ska uppnås på ett sådant sätt och i en sådan takt att den biologiska mångfalden bevaras, livsmedelsproduktionen säkerställs och andra mål för hållbar utveckling inte äventyras. Sverige har tillsammans med andra länder ett ansvar för att det globala målet kan uppnås.

## Politik och historia
Den globala uppmärksamheten på klimatförändringar har kraftigt ökat de senaste 10 åren med organisationer som Greenpeace och WWF som båda för aktiva arbeten för att minska människans påverkan på jordens klimat och miljö.
År 1992 i Rio de Janeiro antogs UNFCCC (United Nations Framework Convention on Climate Change) eller klimatkonventionen som är ett ramverk med åtgärder som syftar till att förhindra klimatförändringarna och stabilisera växthusgaserna i atmosfären. Ur detta ramverk föddes år 1997 Kyotoprotokollet som trädde i kraft år 2005 med syftet att minska de årliga växthusutsläppen med 5,2 procent fram till år 2012. En förlängning av Kyotoprotokollet antogs år 2012 under konferensen i Doha och gäller numera till år 2020 men inte alla länder skrev under, däribland USA, Ryssland och Kanada.
I Jönköping hålls en årlig konferens där det diskuteras vad aktörer och företag kan göra för att hjälpa till att minska klimatförändringen.

## Temperaturmål
EU:s medlemsstater har bestämt att begränsa den globala medeltemperaturökningen till högst 2 grader Celsius för att inte riskera en farlig påverkan på jordens klimatsystem. Det största bidraget till växthuseffekten i både Sverige och övriga världen är förbränning av fossila bränslen. För att detta mål ska hållas bör växthusgaserna i atmosfären inte överskrida 400 miljondelar av vad som räknas som koldioxidekvivalenter.
Som exempel på vad som kan göras för att minska utsläppen har Kronobergs län gjort en storsatsning för att minska sina utsläpp av växthusgaser genom att byta ut alla bussar i Växjö till bussar som drivs av biodrivmedel som i sin tur fås av till exempel återvunnet matavfall.

## Vikten och betydelsen av målet
Då jorden påverkas av en global uppvärmning är det förhållandevis svårt att överblicka över följderna för miljön och människans liv, det mest troliga är att vattennivån höjs och att jordens medeltemperatur ökas med drygt 6o C det kommande seklet. Detta kan innebära att djurarter och växtliv kan komma att dö ut då deras habitat förändras till förhållanden de ej kan överleva i.
Naturkatastrofer kan leda till att konflikter om markområden och resurser uppstår, detta kan komma att leda till att miljontals människor hamnar på flykt med ingenstans att ta vägen.
Den ökande värmen leder till vattenbrist och ökad spridning av sjukdomar som oftast återfinns i tropiska klimat.